# Ròca des Nau Horats
La Ròca des Nau Horats és una muntanya de 1.250 metres que es troba al municipi de Vielha e Mijaran, a la comarca de la Vall d'Aran.